# Adolf Thiermann

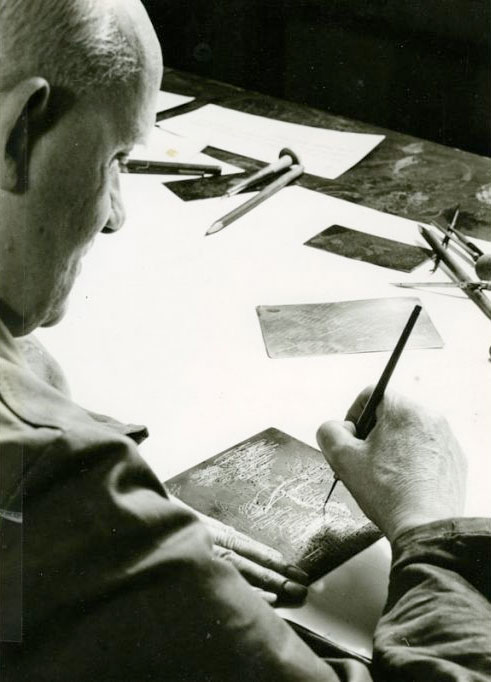
Adolf Thiermann beim Radieren

Adolf Thiermann (* 19. November 1899 in Veitlahm bei Mainleus; † 13. Dezember 1993 in München) war ein deutscher Maler, Grafiker und Zeichner.

## Leben
Adolf Thiermann studierte nach dem Abitur in Nürnberg Chemie, Kunstgeschichte und Philosophie an den Universitäten Erlangen und München. Er arbeitete als Werkstudent in der Agfa Farbenfabrik Wolfen. Von 1924 bis 1929 studierte er an der Akademie der Bildenden Künste München bei Karl Caspar und Adolf Schinnerer, dessen Meisterschüler er wurde.
Zwischen 1930 und 1946 war er zunächst Assistent in und schließlich Leiter der Radierwerkstatt an der Akademie der Bildenden Künste München. Von 1946 bis 1967 war er an der Akademie als Fachlehrer für Radierung tätig.
Er unternahm Studienreisen u. a. nach Schweden, Norwegen, Norditalien, Spanien, Griechenland, Russland (Sibirien und Schwarzes Meer) und Großbritannien, auf denen zahlreiche Landschaftsradierungen entstanden.
Thiermann war Mitglied des Vereins für Original-Radierung München, des Bundes Fränkischer Künstler sowie des Berufsverbandes Bildender Künstler München. Neben mehreren Einzelausstellungen war er in Gruppenausstellungen im In- und Ausland vertreten. Seine Werke befinden sich u. a. in Sammlungen des Freistaates Bayern, der Stadt München sowie in privaten Sammlungen.

## Familie
Adolf Thiermann war mit der Künstlerin Cäcilie Thiermann-Heise verheiratet. Aus der Ehe gingen sechs Kinder hervor. Er war der jüngste Bruder der Künstlerin Elisabeth Thiermann und Neffe des Künstlers Adolf Schinnerer.

## Ausstellungen (Auswahl)
- 1966: „75 Jahre Verein für Originalradierung München e. V. – Von Leibl bis heute.“ Kunstverein München
- 1980: „Landschaften aus 50 Jahren“, Pavillon des Alten Botanischen Gartens, München
- 1983: „Hommage an das achte Jahrzehnt.“ Galerie der Künstler, München
- 1987: „Adolf Thiermann“. Historisches Rathaus Wiesentheid

## Auszeichnungen
- 1928 Stipendium der Dr. Ludwig Mond Stiftung
- 1929 Reisestipendium der Stadt München

## Publikationen
- Über die wenigen Radierungen des Malers Hans Gött (1883–1974). In: Graphische Kunst. Heft 22 (1984), S. 21–23.